# 黃嘉謨
黃嘉謨（1916年—2004年4月26日），籍貫福建晉江，生于廣西都安。電影編劇，電影理論家，學者。
黃嘉謨早年在上海從事電影編劇等活動。1944年於重慶畢業于国立中央大学政治學系。畢業後入國民政府軍事委員會外事局任翻譯官。抗戰勝利後，任職于行政院善後救濟總署廣西分署。1947年後，任台灣省政府社會處專員、勞工保險部主任。1956年後，於中央研究院近代史研究所從事歷史研究。

## 作品

### 電影
編劇:
- 百寶圖 （民國25年）
- 化身姑娘 （民國25年）
- 化身姑娘 續集 （民國25年）
- 喜臨門 （民國25年）
- 海天情侶 （民國26年）
- 滿園春色 （民國26年）
- 化身姑娘 第三集  （民國28年）
- 化身姑娘 第四集 （民國28年）
- 王先生夜探殡儀館 （民國29年）
- 風還巢 （民國33年）

### 歌曲
作詞：
- 何日君再來
- 歲月悠悠
- 懷春曲
- 相思曲
- 長亭十送
- 雲裳仙子

### 歷史著作
- 《甲午戰前之台灣煤務》（1961）
- 《美國與台灣》（1966）
- 《滇西回民政權的聯英外交》（1976）
- 《中美關係史料 光緒朝》 主編 （988）
- 《白崇禧將軍北伐史料》（1994）
- 《中國對歐戰的初步反應》（1969）
- 《馬沙利使華的活動》（1973）
- 《英人廈門小刀會事件》（1978）
- 《美國與台灣：一七八四至一八九五》（1979）
- 《石達開幼子的結局問題》（1980）
- 《馬君武的早期思想與言論》（1981）
- 《台中縣及南投縣有關台灣史料史迹的初步調查報告》（1984）
- 《清季的廣西邊防》（1985）
- 《清代前期的廣西邊務》（1989）
- 《廣西新軍與辛亥革命》（1992）